# 3 (single)
3 is de eerste single van het tweede verzamelalbum The Singles Collection van de Amerikaanse popster Britney Spears. De single werd in de Verenigde Staten op 29 september 2009 door Jive Records/Sony BMG uitgegeven voor radio.
In de Verenigde Staten debuteerde het nummer op de eerste plek in de Billboard Hot 100, wat het haar derde nummer is op de eerste plek na ...Baby One More Time in 1999 en Womanizer in 2008, het nummer stond precies een jaar na Womanizer op de eerste plek. Spears is de eerste artiest in drie jaar die met een nummer op de eerste plek debuteert, en de eerste artiest sinds 11 jaar die niet van American Idol afkomstig is.

## Achtergrond
Al vanaf begin september gingen de geruchten dat er een nieuwe single aan zat te komen. Het werd op 23 september officieel bevestigd op de website van de popster. Het nummer is geproduceerd door Max Martin, die ook met Britney samenwerkte aan nummers zoals "...Baby One More Time", "Oops!... I Did It Again" en "If U Seek Amy".

## Videoclip
De videoclip voor de single is gefilmd op 5 en 6 oktober en werd op 30 oktober 2009 uitgebracht.

## Hitnotering

### NederlandseSingle Top 100
| Hitnotering: 10-10-2009 t/m 12-12-2009 | Hitnotering: 10-10-2009 t/m 12-12-2009 | Hitnotering: 10-10-2009 t/m 12-12-2009 | Hitnotering: 10-10-2009 t/m 12-12-2009 | Hitnotering: 10-10-2009 t/m 12-12-2009 | Hitnotering: 10-10-2009 t/m 12-12-2009 | Hitnotering: 10-10-2009 t/m 12-12-2009 | Hitnotering: 10-10-2009 t/m 12-12-2009 | Hitnotering: 10-10-2009 t/m 12-12-2009 | Hitnotering: 10-10-2009 t/m 12-12-2009 | Hitnotering: 10-10-2009 t/m 12-12-2009 | Hitnotering: 10-10-2009 t/m 12-12-2009 |
| Week                                   | 1                                      | 2                                      | 3                                      | 4                                      | 5                                      | 6                                      | 7                                      | 8                                      | 9                                      | 10                                     |                                        |
| -------------------------------------- | -------------------------------------- | -------------------------------------- | -------------------------------------- | -------------------------------------- | -------------------------------------- | -------------------------------------- | -------------------------------------- | -------------------------------------- | -------------------------------------- | -------------------------------------- | -------------------------------------- |
| Nummer                                 | 74                                     | 87                                     | 63                                     | 80                                     | 74                                     | 61                                     | 57                                     | 89                                     | 96                                     | 99                                     | uit                                    |

### VlaamseUltratop 50
| Hitnotering: 17-10-2009 t/m 23-01-2010 | Hitnotering: 17-10-2009 t/m 23-01-2010 | Hitnotering: 17-10-2009 t/m 23-01-2010 | Hitnotering: 17-10-2009 t/m 23-01-2010 | Hitnotering: 17-10-2009 t/m 23-01-2010 | Hitnotering: 17-10-2009 t/m 23-01-2010 | Hitnotering: 17-10-2009 t/m 23-01-2010 | Hitnotering: 17-10-2009 t/m 23-01-2010 | Hitnotering: 17-10-2009 t/m 23-01-2010 | Hitnotering: 17-10-2009 t/m 23-01-2010 | Hitnotering: 17-10-2009 t/m 23-01-2010 | Hitnotering: 17-10-2009 t/m 23-01-2010 | Hitnotering: 17-10-2009 t/m 23-01-2010 | Hitnotering: 17-10-2009 t/m 23-01-2010 | Hitnotering: 17-10-2009 t/m 23-01-2010 | Hitnotering: 17-10-2009 t/m 23-01-2010 | Hitnotering: 17-10-2009 t/m 23-01-2010 |
| Week                                   | 1                                      | 2                                      | 3                                      | 4                                      | 5                                      | 6                                      | 7                                      | 8                                      | 9                                      | 10                                     | 11                                     | 12                                     | 13                                     | 14                                     | 15                                     |                                        |
| -------------------------------------- | -------------------------------------- | -------------------------------------- | -------------------------------------- | -------------------------------------- | -------------------------------------- | -------------------------------------- | -------------------------------------- | -------------------------------------- | -------------------------------------- | -------------------------------------- | -------------------------------------- | -------------------------------------- | -------------------------------------- | -------------------------------------- | -------------------------------------- | -------------------------------------- |
| Nummer                                 | 14                                     | 15                                     | 16                                     | 14                                     | 13                                     | 21                                     | 24                                     | 24                                     | 25                                     | 29                                     | 29                                     | 30                                     | 30                                     | 35                                     | 44                                     | uit                                    |